# Shelagh Delaney
Shelagh Delaney, född 25 november 1938 i Salford, Greater Manchester, död 20 november 2011 i Suffolk, var en brittisk dramatiker och manusförfattare.
Delaney slutade skolan vid 16 års ålder och levde på diversearbeten. Hon skrev socialrealistiska skådespel för teatern, efter 1970 även radio- och tv-dramatik.
Hennes verk har även varit inspiration till ett antal låtar av Morrissey som plockat flera textrader från hennes pjäs A Taste of Honey och använt i sina sångtexter. Hon förekommer även på omslaget till skivalbumet Louder Than Bombs och singeln "Girlfriend in a Coma" av hans band, The Smiths.